# 唐·库里克
唐·库里克（1960年—）是一位瑞典人类学家和语言学家，乌普萨拉大学人类学教授，专攻語言人類學和文化人类学，2012年获古根海姆奖，主要作品有《雨林里的消亡：一种语言和生活方式在巴布亚新几内亚的终结》（A Death in the Rainforest: How a Language and a Way of Life Came to an End in Papua New Guinea）等。